# Bengt Gustaf Geijer
Bengt Gustaf Geijer (Lindesberg, 11 maart 1682 - Uddeholm, 26 oktober 1746) was een Zweeds ondernemer in de ijzerindustrie. Geijer wordt ook wel gezien als een van de grondleggers van de tegenwoordige staalgigant Uddeholms AB.
Geijer studeerde in Uppsala en werkte in zijn jonge jaren als boekhouder. Vanaf 1715 of 1716 had Geijer een leidinggevende rol bij een ijzerverwerkingsbedrijf uit Uddeholm, in 1720 kocht hij dit bedrijf. In de jaren erna richtte hij verschillende succesvolle ondernemingen op, zoals een ijzergieterij in Uddeholm en twee hamersmidsen aan de Uvån bij het tegenwoordige Geijersholm. Door de jaren heen bouwde Geijer een fortuin op, vooral door de groei van de ijzerindustrie in Värmland in de 18e eeuw, wat groei betekende voor zijn bedrijf. Het bedrijf is nog tot 1870 familiebezit gebleven en uiteindelijk uitgegroeid tot de multinational Uddeholms AB.
Geijer was getrouwd met zijn nicht Lovisa Sofia Tranæa. Erik Gustaf Geijer is een van zijn achterkleinkinderen.